# Александар Јоксимовић
Александар Јоксимовић (Приштина, 29. јун 1933 — Београд, 29. март 2021), био је српски модни креатор који је обележио југословенску модну сцену. Радио је и стварао у Београду у време Социјалистичке Федеративне Републике Југославије (СФРЈ). Модну каријеру је започео 1960. године, а 1997. године одлази у пензију и повлачи се из јавног живота. Сматра се зачетником и јединим званичним дизајнером високе моде у социјалистичкој Југославији.

## Биографија
Александар Јоксимовић рођен је 29. јуна 1933. године у Приштини у трговачкој породици. Након капитулације Италије септембра 1943. године, када је Косово ушло у зону немачких окупационих снага, положај српске заједнице нагло се погоршао. Породица Јоксимовић, као и многе друге породице, била је приморана да се исели. Породица се преселила у Београд, да би се након савезничког бомбардовања у којем им је страдала кућа, настанили у Крагујевцу. Како је породицама избеглим са Косова Одлуком савезног повереништва за унутрашње послове од 6. марта 1945. онемогућен повратак кући, породица Јоксимовић наставља да живи у Крагујевцу. Будући модни револуционар завршава основну школу и гимназију у Крагујевцу. Године 1953. уписује Вишу школу за примењену уметност у Новом Саду. Две године наставе проводи на одсеку за сценографију, након тога прелази на одсек за текстил, јер је одсек за сценографију изненада био укинут. Јоксимовић дипломира на истом одсеку 1958. године, не слутећи да ће конструктивна обрада текстила постати његово главно занимање.

## Одевање у СФРЈ
У послератном периоду одевање Југословена сведено на најнеопходније одевне предмете, оличавало је борбу за опстанак сваког појединца. Одећа постаје лишена било какве естетизације, влада униформисаност и одећа која спутава индивидуалност. Стварање бескласног друштва диктира функционалну, класичну и ненаметљиву одећу радне жене. Настајањем привредне реформе, шопинг туризма и успона социјалистичке средње класе, долази до бојкота немодерних и неестетизованих производа. Без лидера стила прогрес у модној индустрији није био могућ.
Текстилна индустрија Југославије имала је много потешкоћа као што су израда неадекватних кројева, лош дизајн, одсуство свих величина и неуређена табела за стандард конфекцијских величина. Последице тог незадовољстава виде се на пуним рафовима са не продатом гардеробом. Почело је и јавно да се коментарише да је неопходно побољшање домаће текстилне индустрије. Часопис “Базар” је желео да својом критиком подстакне стварање нових дизајнерских имена. Наш чувени креатор Чедомир Чедомир прокоментарисао је како му је сметала временска ретардација у односу на западну моду. Изјављује следеће: “Југословенски произвођачи креирају да би нам било хладно-око срца. Они су криви што, дехуманизирајући своју робу, производе не за људе већ за магацине. Оптужујем нашу конфекцију што у просеку споро реагује на модне промене”. У овом часопису први пут се појављују идеје Александра Јоксимовића. Његови предлози су се односили на конфекцијска решења гардеробе намењене за сваки дан.

## Почетак каријере
Појавом Александра Јоксимовића »краља маказа«, како су га називали долази до револуционарне промене тадашње суморне, униформисане и неестетизоване одеће социјалистичког режима. Винувши се на светску модну сцену, први у Србији уводи тематску колекцију као мотив за слободно надахнуће, промовишући на тај начин не само свој инспиративни дух, већ и бројне личности из српске историје са чијих је костима црпео непресушну инспирацију.
Александар Јоксимовић био је један од најзначајнијих промотера моде у националном стилу. Инспиришући се српском историјом и традицијом, Византијом и средњовековним српским сликарством за стварање нових колекција доживљава светску славу, а домаћа штампа га проглашава модним поглаваром. Један је од ретких креатора који су одбили да раде за модну кућу Диор. Његове моделе носиле су славне личности, попут јапанске принцезе, супруге Питера Јустинова и Клода Лелуша, Јованке Броз.
Радикална промена живота Александра Јоксимовића уследила је 1963. године, када је завод за унапређење домаћинства обезбедио референту ангажовање на креацији модела од индијских сари тканина. Тако је Јоксимовић први пут ушао у моду, која ће убудуће диктирати његов животни правац. Јоксимовић добија похвале од модних критичара, укупан утисак је био да се ради о моделима осмишљеним са пуно маште.
Оснивање Националног салона при Заводу за унапређење домаћинства, имало је велику улогу у конституисању тзв. Моде у националном стилу, која је обележила југословенску модну продукцију 60-тих. Из Националног салона пласирани су модели са интерпретираним печатом традиционалне орнаментације и кроја. Александар Јоксимовић је ускоро промовисан у врхунског реноватора респектибилног народног костима.
Креатор Националног салона Александар Јоксимовић привукао је пажњу јавности када је 1965. године приредио колекцију инспирисану тканинама, кројевима и орнаментацијом народног костима са подручја Косова и Метохије. Колекција модела, чију су основу чинили кројеви зубуна, јелека и антерије, а орнаментацију филигранске лоптице и терзијски вез, пробудила је интересовање не само домаће већ и стране штампе.
До креације екстравагантне Симониде 1967. Јоксимовић је дизајнирао још две колекције за Национални салон. Прву колекцију из 1965. чинили су модели од кукичане и плетене вуне, која је подражавала аутентичне узорке, док је друга колекција из 1966. била надахнута различитим регионалним народним ношњама (косовском, шумадијском и црногорском) и градским призренским костимом.
Године 1965. основан је лист Базар, Јоксимовић постаје модни уредник овог часописа, одмах по оснивању.
Александар Јоксимовић учествује у оснивању Центротекстила и прелази 1964. у одељење за извоз, притом наставља да ради на промоцији моде у националном стилу. 1967. настаје Симонида-прва званична колекција грандиозне моде. Након годину дана уследиле су колекције Витраж (1968) и Пејзаж (1968), потом је уследила колекција Проклета Јерина (1969).
У наредној деценији уследиле су колекције:
- Веле Нигринова (1970),
- Емина (1971),
- Птице (1972),
- Високо 73 (1972),
- Ана Карењина (1973),
- Формула 1и Рамона (1974),
- Милена Барили (1975),
- Мозаик (1975),
- Марија Танасе (1976),
- Исидора (1976),
- Теорема (1977),

## Колекције
Колекције Симонида, Витраж и Пејзаж и Проклета Јерина означиле су радикалну промену модног концепта социјалистичке Југославије о чему сведоче бројни натписи у иностраној и домаћој штампи који су новостворену грандиозну моду окарактерисали као варијанту haute couture у условима социјализма.
Симонида (1967) - Колекција Симонида представљала је прву грандиозну колекцију високе моде социјалистичке Југославије. Представљена је београдској публици 7. марта 1967. године у амбијенту »Галерије фресака«. Штампани медији за најуспешнији модел прогласили су венчаницу Симониду, дугу хаљину једноставних линија са шлепом, декорисану везом од бисера, која је својом укупном моделацијом јасно асоцирала на одећу монахиња. Колекција Симонида је исте године приказана на Међународном модном фестивалу у Москви, заједно са колекцијама Коко Шанел, Кристијана Диора и Пјера Кардена. Традицији окренуте становнике Москве, Симонида је оборила са ногу захваљујући својим специфичним звонасто кројеним рукавима преузетим из средњовековне византијске одеће и орнаментације са камених фризова манастира Грачаница и Дечани.
Витраж и Пејзаж (1968) - Витраж као друго Јоксимовићево грандиозно остварење, за разлику од Симониде која је подразумевала интерпретацију српске историје у колекцији Витраж инспирација је узета са бојених стакала са прозора православних и католичких манастира. Колекција Пејзаж представљена је на раскошној модној светковини на лењинградској изложби и на изложби у хали београдског сајма. Колекција је такође приказана и у Загребу и Љубљани. Основу Пејзажа чинили су мушки и женски модели од коже маслинастозелених тонова, чију је моделацију увеличавала серџада, зидна простирка у ентеријеру сеоских кућа са зооморфним и мотивима предела.
Проклета Јерина(1969) Проклета Јерина је колекција инспирисана легендарном изградњом Смедерева, ратовима за одбрану српске Деспотовине и солунским борцима. Домаћа тема као мотив за слободно надахнуће мудро је интерпретирана у складу са стилским кодовима париске модне авангарде 1960-их. Пјер Карденов футуристички дизајн, који је подразумевао мини хаљине прегаче и обиље металних украса, Јоксимовић је преобликовао сходно разрађеним техникама за производњу аутентичности.

## Сарадња Александра Јоксимовића и Јованке Броз
Прва дама СФРЈ носила је гардеробу страних произвођача текстила, али је и преферирала и домаћу текстилну индустрију. Александар је познат и по томе што је дизајнирао костиме и хаљине за Јованку Броз. У склопу производње Центротекстила, сваке године је за Јованку Броз у току сезона пролеће/лето и јесен/зима, реализовани су модели по њеној мери. Излагавши у многим престоницама, признат у свету (одбио је посао дизајнера у „Диору“) и код нас био је логичан избор прве даме СФРЈ. На овај начин Јованка је промовисала домаћу индустрију текстила. Своју наклоност модној сцени тадашње Југославије показивала је и присуством на манифестацији "Мода у свету". Давне 1969. године Јоксимовић је имао част да јој прикаже своју колекцију "Витраж". Његове моделе носила је свакодневним приликама, манифестацијама, пријемима, међународних посета и дочекивања страних званичника. Александров модел из колекције Птице (1972) израђену у пачворк техници коју је носила у посети Краљице Елизабете друге.